# 妄想高校教員 森下
『妄想高校教員 森下』（もうそうこうこうきょういん もりした）は西渡槇による日本の漫画作品。『ヤングガンガン』（スクウェア・エニックス）において、2013年15号から2016年4号まで連載。もとは読み切りとして『ヤングガンガン』に数回掲載されていたが、連載化に至った。作者の初連載作品である。

## あらすじ
女子校で教師を務める生徒想いの中年男性森下は、彼が受け持つ生徒達との甘いラブロマンスを日夜妄想してしまう変わり者。ちょっとした些細なことでも、彼にとっては、生徒1人ひとりからのアプローチにしか見えなくなり、それに本気で取り組んでいっては報われない日々の連続。
そんな彼と生徒達の日々を描いた物語。

## 登場人物

### 教員
森下先生（もりした）
本作の主人公。春麻女子高等学校の教員で2年3組の担任。身長192cm。
常に紳士的で生徒達からの信頼も厚いが、その実態は女子生徒達であらぬ妄想をしてしまう男性。好きな女性のタイプはこれと言ってなく、誰とでも妄想してしまう(一部例外あり)。年齢や結婚歴などの詳しいプロフィールは不明。裸眼だとほとんど見えないほど視力が悪い。
髪の毛は生えていたが、始業式当日に自転車に轢かれてしまいかつらを着用している。
その後髪が生え揃いかけるも生徒に一般的に許容し難い髪型にされてしまい、かつら期間が延びてしまった。

### 生徒
中島 美咲（なかしま みさき）
出席番号21番。裁縫部員。
面倒見がよく、1年の時は森下の背広のほつれたボタンを直したことがある。そのときは学級委員長を務めていた。
峰 杏子（みね あんこ）
出席番号28番。
可愛らしい見た目をしている反面、食欲旺盛でポッチャリ体型。学校の帰りに大量のクレープを食べたり、虫の大群を呼び寄せるほどの糖分を含んだクッキーを毎日食べるのが普通のこと。
隠明寺 代子（おんみょうじ しろこ）
出席番号4番。身長166cm。誕生日は4月4日。黒魔術などのオカルト関連を趣味としている。
オカルト関連に詳しく、なぜか霊を祓うことができる。普通に笑うことができず、本人曰くそれは体内に霊を取り入れすぎているためである。常に顔色が悪く、目の下のくまも酷い。
小池 静香（こいけ しずか）
出席番号9番。丸眼鏡を掛けた少女。父親はいない。
おどおどした性格のように感じさせるが行動力がある。それゆえに電車内では痴漢と疑われたことがある。その話を聞いた母親が笑い過ぎて涙を流した。
須藤 千秋（すどう ちあき）
出席番号17番。ミス春麻候補。
気品があり、お嬢様のような立ち振る舞いをする。常に2人の護衛がついている。
郷左衛門とは相思相愛の恋人関係。
栗林 麗香（くりばやし れいか）
出席番号8番。森下に興味をもっており、「森下先生観察日記」をつけたり、彼に他の女子生徒が寄ってこないよう尾行したりと、ストーカーまがいな行為をはたらいている。
壱左衛門が森下に惚れていることに不快感を覚え、多彩な罠を張って彼女を地獄に送ろうとした。
前島 あすか（まえしま-）
出席番号26番。読み切り版にも登場。
西川 千夏（にしかわ ちなつ）
出席番号は不明。身長153cm。誕生日7月1日。リコーダーを吹くのが趣味。
根っからの天然であり、家庭訪問の際に母親が買い忘れたお茶菓子を、代わりに買いに行った。よく転んでしまうため生傷が絶えない。
読み切り版では、間違えて学校に祖父のリコーダーや弟の体操服を持ってきた。
坂下 ちよ（さかした-）
出席番号14番。身長146cm。誕生日は12月16日。
幼児体型なことを気にしている。
読み切り版では、水泳の授業でスクール水着を着てきた。
住永 久美子（すみなが くみこ）
クラス1おませな女子生徒。ミス・ビッチと呼ばれている。読み切り版にも登場。
久保 さやか（くぼ さやか）
出席番号7番。身長169cm。誕生日は6月20日。バスケ部所属で、ボーイッシュなため女子生徒達から人気があり、ファンクラブが存在している。読み切り版にも登場。
峰岸 彩（みねぎし あや）
中二病の少女。軽音楽部所属。
軽音楽部で歌っている曲の歌詞を書いている。
読み切り版に登場。
谷沢 今日子（たにざわ きょうこ）
出席番号20番。不登校気味の生徒。
森下は彼女を登校させるため、偶然聞いた生徒の会話からヒントを貰い、自分に惚れさせようとした。翌日森下からの留守番電話を聞いて、話の内容を聞くために久々に登校した。
花園 咲（はなぞの さき）
出席番号25番。身長158cm。誕生日は5月2日。趣味で絵を描いているが下手。
漫画研究部に文化祭で出す漫画を描いて欲しいと言われて、描いた絵を住永に批評されて落ち込んだ。美術室で絵の基本であるデッサンからやってみようと促す友達の誘いを、「個性がなくなる」という理由から断った。自身の作品は生きている内には理解されないとも語っている。
板杉 マミ（いたすぎ まみ）
出席番号3番。身長156cm。誕生日は12月23日。女磨きに余念がない。
無駄にプラス思考な性格。
百瀬 緑（ももせ みどり）
出席番号30番。吹奏楽部所属。
おしとやかな性格の少女。あまりジュースを飲まず、ローズヒップティーを愛飲しており、いつもマイボトルに入れて持参している。森下からはアオザイが似合うと思われている。
松本 紗枝子（まつもと さえこ）
出席番号27番。
森下のことを「森っちてんてー」と呼んでいる。
実家は床屋であり、父親の跡を継ぐために勉強中。そのため森下に練習のためカットモデルになって欲しいと頼んだ。
坂井 茜（さかい あかね）
出席番号12番。
普段はいかつい性格の少女。
夏祭りに訪れた際に、着てきた着物の帯がキツいのと履いてる下駄で足が痛かったため、物静かになっていた。
山田 いちる（やまだ-）
出席番号31番。身長148cm。誕生日は4月13日。ぼくっ娘の生徒。
太らない体質でクラスメートに羨ましがられている。
西岡 恵（にしおか めぐみ）
出席番号23番。眼鏡をかけている少女。
コスプレが趣味であり、文化祭の出し物でコスプレ喫茶をする際には張り切っていた。
安住 チカ（あずみ-）
出席番号1番。身長159cm。誕生日は10月20日。弟と遊ぶことが趣味。
頭が良さそうな見た目とは裏腹で、授業でも見栄を張って分からない質問に手を上げてしまうなどして返って失敗してしまっている。
クラスのみんなに知られずに、森下に勉強を教えてもらおうとした際に立ち寄った店で、まるで援助交際している男女のようにとれる発言をしている。
篠原 あかり（しのはら-）
出席番号16番。身長158cm。誕生日は8月16日。アクセサリーを集めるのが趣味。
地味なことがコンプレックスであり、携帯電話による告白が主流の現代で、ラブレターによる告白で少しでも相手に強い印象を与えることを考えて実行した。
国枝 夏帆（くにえだ かほ）
出席番号6番。身長166cm。17歳。読書が趣味。
子供好きであり、すぐにでも欲しいと思っているが大学を出てからと決めている。
新島 さと子（にいじま）
出席番号22番。身長157cm。学校にいるときは常にヘッドホンをしている少女。
日常生活の中でも、あらぬ妄想をしてしまうあまり、他人を避けていた。
小泉 恵里（こいずみ えり）
出席番号10番。テニス部所属。
いつもルーズソックスを履いている。
酒木（さかき）
ポニーテールの少女。
学校の池に飼われている亀の甲羅を歯ブラシで掃除してあげていた。
安達 ゆりこ（あだち-）
出席番号2番。身長158cm。17歳。ダイエットと小物集めが趣味。
中学生の時太っており、高校デビューするために今の体型まで痩せた。
うっかりすると食欲が戻ってしまい、そのため学校の備品倉庫で隠れて菓子パンなどを大量に食べていた。その姿を見た森下に妊娠していると思われた。
齊藤（さいとう）
軽音楽部員。
いつもヘッドホンで音楽を聴いているさと子を体験入部させた。
桐谷 梓（きりたに あずさ）
出席番号5番。ツインテールの少女。
高沢多恵（たかざわ たえ）
出席番号19番。10歳まで海外で生活していた帰国子女。

### 教員
桜木（さくらぎ）
男勝りな保険医。巨乳の女性。
新里（にいざと）
女性教師。ほがらの姉。小さいころからノロマで教師になれば少しはマシになると思っていた。
森下がほがらに次のターゲットとして狙われた際には、回避するためのアドバイスをしている。
新里 ほがら（にいざと - ）
内科検診の担当医の男性。新里先生の弟。
イケメンであるため女子生徒に人気であるが重度のシスコンであり、一部の生徒は熱が冷めている。姉以外の女性は苦手であり、健康診断で女子生徒達を診察している時は無理して笑顔を作っていた。
実はホモであり、姉に近づいただけで森下を次のターゲットに選んで執拗に追い回した。
山瀬（やませ）
「ほがら先生に診察され隊」隊長の女子生徒。
森下校長（もりした）
森下先生の父親。息子の勤める春麻女子高等学校の校長。
息子と同じく妄想が激しい一面を持つ。ブルマーには並々ならぬ思いがあり、日本中学校体育連盟推薦のブルマーしか認めない。
息子とは違い、昔から多くの女性にモテていた。
手島（てじま）
女性教員。2組の担任。
三山（みやま）
女性教員。森下の代わりに国語の補習を受け持った。

### その他
郷田 勇次郎（ごうだ ゆうじろう）
オカマの警部補。
静香の痴漢事件や森下の援助交際疑惑で登場している。
壱左衛門（いちざえもん）
身長185cm。千秋の護衛の1人。並外れた身体能力の持ち主で、忍のように千秋を守る。
森下のことを最初は「ヒゲメガネ」と呼んでいたが、森下との真剣勝負後からは初めて女性として扱ってくれた森下を「森下様」と呼んでいる。森下に惚れてからは、麗香の張った罠を悉く排除するも、森下の生写真をエサとした罠に簡単に引っ掛かるなど溺愛している。女性だが男性と間違われることが多く、少なからず気にしている。
郷左衛門（ごうざえもん）
千秋の護衛の1人。男性。23歳。壱左衛門と同様、忍のような格好をしており、高い身体能力で千秋を護衛する。
千秋とは相思相愛であり、壱左衛門の監視のせいで千秋と公の場で身を寄せることができずにいたことに悩んでいた。
ヒトミ
潰れた動物園から逃げ出した雌のゴリラ。山で野生化している。
麗香の張った罠によって、崖下に落ちた森下と出会っており、自分で作った花飾りを森下にプレゼントしている。
山瀬（やませ）
「ほがら先生に診察され隊」隊長の女子生徒。

## 用語
春麻女子高等学校
森下や彼の生徒達の通う女子校。学年が変わってもクラス替えが無い。今年から水着が指定のスクール水着ではなく、生徒が自由に選べるようになった。
2年3組
森下の担当するクラス。生徒数は32人。
春麻女子高校7不思議
笑う机
机から人の顔が浮かび上がり、笑い声をあげる怪奇現象。西川が見つけた後、森下も見てしまった。

## 書誌情報
- 西渡槇『妄想高校教員 森下』スクウェア・エニックス〈ヤングガンガンコミックス〉、全5巻
  1. 2014年1月25日発売[23]、ISBN 978-4-7575-4212-9
  2. 2014年7月25日発売[24]、ISBN 978-4-7575-4367-6
  3. 2015年4月25日発売[1]、ISBN 978-4-7575-4625-7
  4. 2015年7月25日発売[25]、ISBN 978-4-7575-4707-0
  5. 2016年6月25日発売[26]、ISBN 978-4-7575-4893-0